# 1-й мотострілецький полк (РФ)
1-й гвардійський мотострілецький Севастопольський Червонопрапорний ордена Олександра Невського полк імені 60-річчя СРСР (1 МСП, в/ч 31135) — формування мотострілецьких військ Сухопутних військ Російської Федерації. Пункт постійної дислокації — селище Калінінець, Наро-Фомінський район, Московська область. Входить до складу 2-ї мотострілецької Таманської дивізії.

## Історія
З 24 грудня 1999 року по 3 травня 2000 року особовий склад полку брав участь у Другій чеченській війні. Бійці полку пройшли бойовий шлях від Алхан-Юрта до селища Калинівська, брали участь в операціях із захоплення міста Грозний, населених пунктів Гойти, Гикало, Саной, Шатой, Шаро-Аргун, Аргун, Гудермес.

### Російське вторгнення в Україну 2022 року
У 2022 році полк брав участь у повномасштабному вторгненні Росії до України на Харківському напрямку.
Українська прокуратура звинуватила бійця полку в пограбуванні мирного населення в селі Жигайлівка Сумської області.

## Структура

### 2013
- 1 мотострілецький батальйон (1МСБ)
- 2 мотострілецький батальйон (2МСБ)
- 3 мотострілецький батальйон (3МСБ)
- гаубичний самохідно-артилерійський дивізіон
- стрілецька рота (снайперів)
- розвідувальна рота
- рота матеріального забезпечення
- інженерно-саперна рота
- зенітний дивізіон
- рота управління

## Командири
- Полковник Чайко Олександр Юрійович (2004 — 2006)
- Полковник Іванаєв Андрій Сергійович (2006 — 2008)
- Підполковник Межуєв Денис Валерійович (? — 10 квітня 2022; загинув у бою[2][3])
- Майор Ананічев Олександр Михайлович (10 квітня — 11 липня 2022; загинув у бою[4]) — виконувач обов'язків.

## Втрати
Відомі втрати полку: